# Nivea-Fuchs
La Nivea-Fuchs era una squadra maschile italiana di ciclismo su strada, attiva nel professionismo dal 1954 al 1956.
Nata su idea del campione Fiorenzo Magni, fu la prima squadra in Italia a essere sponsorizzata, oltre che dal marchio di biciclette Fuchs, da un marchio esterno al mondo ciclistico, l'azienda di creme Nivea. Proprio Magni portò la squadra alla vittoria del Giro d'Italia 1955.

## Cronistoria

### Annuario
| Anno | Codice | Nome        | Cat. | Biciclette | Dirigenza                    |
| ---- | ------ | ----------- | ---- | ---------- | ---------------------------- |
| 1954 | -      | Nivea-Fuchs | Pro  | Fuchs      | Dir. sportivi: Renato Pagani |
| 1955 | -      | Nivea-Fuchs | Pro  | Fuchs      | Dir. sportivi: Renato Pagani |
| 1956 | -      | Nivea-Fuchs | Pro  | Fuchs      | Dir. sportivi: Renato Pagani |

## Palmarès

### Grandi Giri
- Giro d'Italia

Partecipazioni: 3 (1954, 1955, 1956)
Vittorie di tappa: 3
1955: 1 (Fiorenzo Magni)
1956: 2 (Pierino Baffi, Donato Piazza)
Vittorie finali: 1
1955 (Fiorenzo Magni)
Altre classifiche: 0

### Campionati nazionali
- Campionati italiani: 1

Generale a punti: 1954 (Fiorenzo Magni)